# Región Báltica

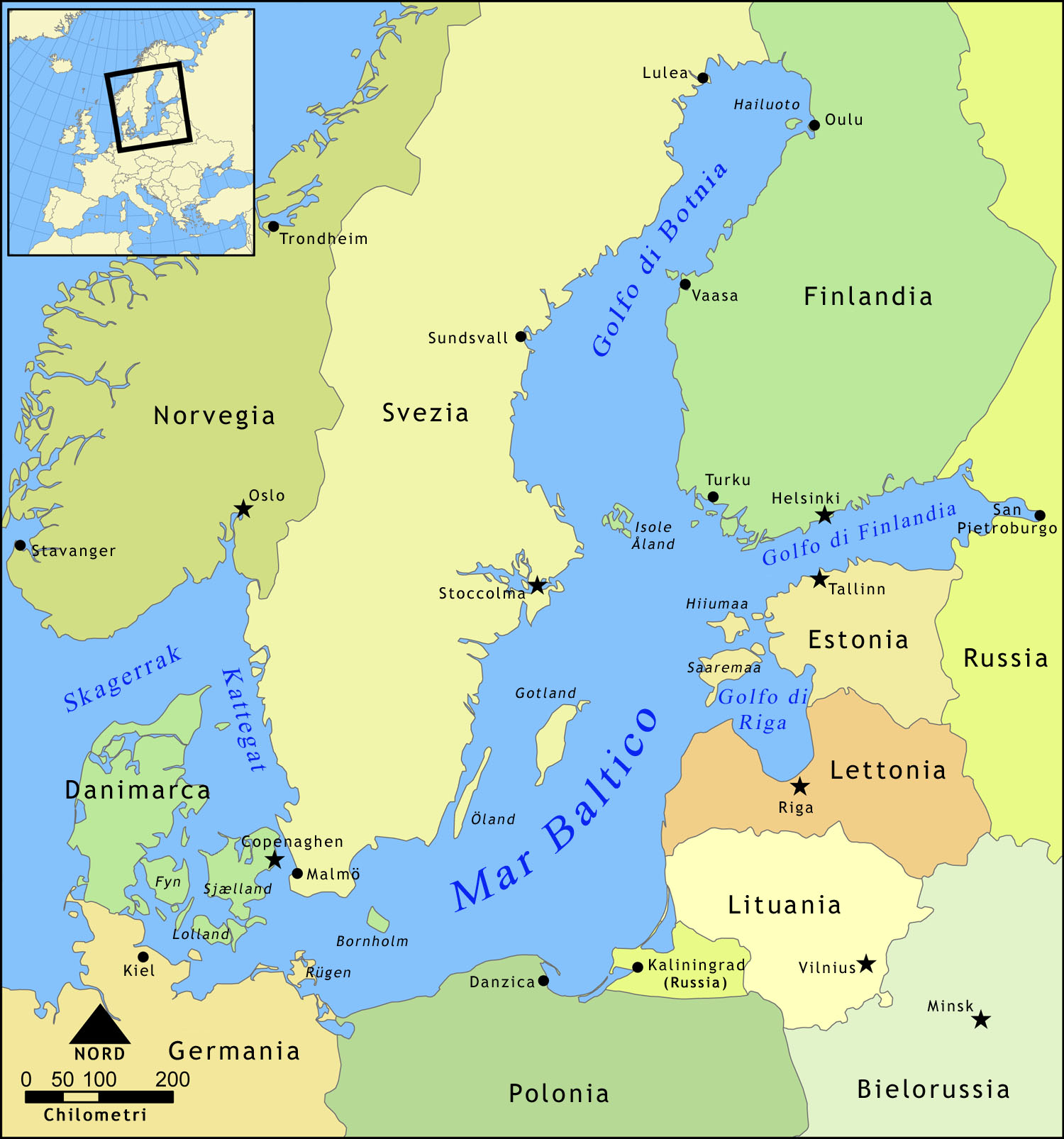
La Región Báltica

La región Báltica es el conjunto de países que colindan, en el norte (orilla norte) y centro (orilla sur) de Europa, con el mar Báltico: Suecia, Noruega y Finlandia al norte; Estonia, Letonia, Lituania al este; Polonia, Alemania y Dinamarca al sur. No confundir con los términos países bálticos o estados bálticos, que habitualmente se aplican con exclusividad a Estonia, Letonia y Lituania.